# Антилл, Джон
Джон Хенри Антилл (англ. John Henry Antill; 8 апреля 1904, Сидней, Австралия — 29 декабря 1986, там же) — австралийский композитор и дирижёр.

## Биография
В 1920—1925 годах учился в Сиднейской музыкальной консерватории у Альфреда Хилла (композиция) и Джералда Уалена (скрипка). Играл в Сиднейском симфоническом оркестре. С 1934 года дирижёр, а спустя 2 года — директор музыкального отделения «Australian Broadcasting Corporation» в Сиднее. Как композитор испытал влияние Николая Римского-Корсакова и Игоря Стравинского. Часто обращался к музыкальному фольклору австралийских аборигенов. Писал музыку к кинофильмам.

## Сочинения
- опера «Эндимион» / Endymion (1922, поставлена 1951, Сидней)
- опера «Музыкальный критик» / The Music Critic (1953)
- телеопера «Первое Рождество» / The First Christmas (1973)
- балет «Цирк в городе» / The Circus Comes to Town (1925)
- балет «Корробори» / Corroboree[1] (1950, Сидней)
- балет «Вакоока» / Wakooka (1957)
- балет «Время Ч для диггера» / G’Day Digger (1958)
- балет «Рождение телопеи» / The Birth of the Waratah (1959)
- балет «Первый бумеранг» / The First Boomerang (1959)
- балет «Время сновидений для Буррагоранга» / Burragorang Dreamtime (1959)
- балет «Чёрный опал» / Black Opal (1961)
- балет «Снежные горы»[2] / Snowy (1961)
- Каприччио / Capriccio (1925)
- Пять песен о счастье из псалмов / Five songs of happiness from the Psalms для голоса, фортепиано и гобоя (1953)
- оркестровая увертюра «Из времени» / Overture for a momentous occasion (1957)
- оратория «Неизвестная земля» / The Unknown Land (1958)
- камерная музыка «Фанфара в честь лорд-мэра Сиднея» / Fanfare for the Lord Mayor of Sydney (1984)
- цикл австралийских песен

## Награды
- 1971 — офицер Ордена Британской империи
- 1981 — Орден Святых Михаила и Георгия
- 1985 — Honoris causa Вуллонгонгского университета